# Sœurs Fernig
Pour les articles homonymes, voir Fernig.
 (avril 2024).

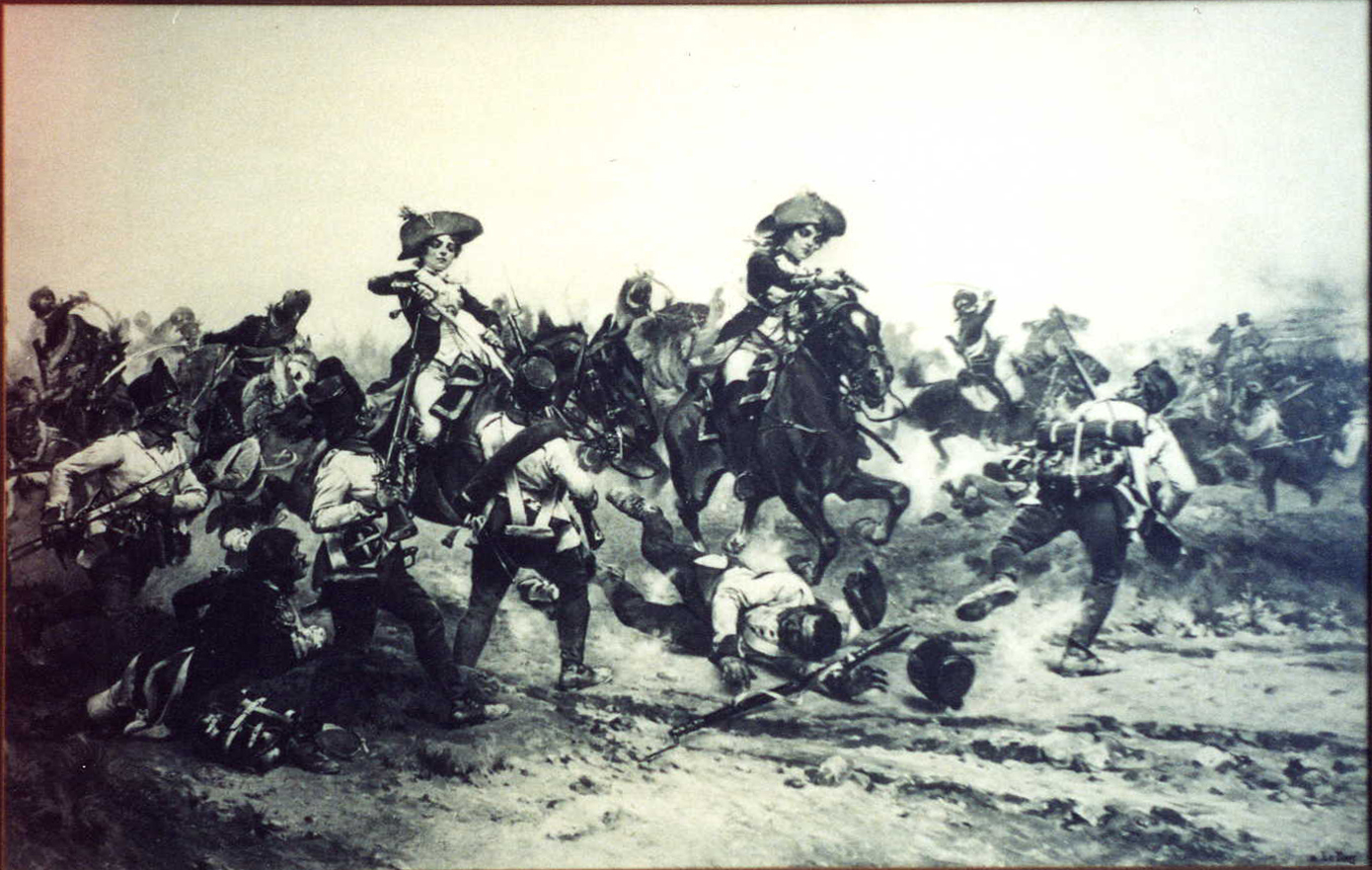
Photo d'une reproduction photographique d'un tableau d'Albert-Ferdinand Le Dru.

Félicité Fernig et Théophile Fernig sont deux sœurs qui se sont engagées et ont combattu dans l'armée révolutionnaire française en 1792 tout en revêtant des habits masculins.

## Biographies
Marie-Françoise-Théophile-Robertine Fernig, née à Château-l'Abbaye le 17 juillet 1775 et morte à Bruxelles le 2 août 1819, est une combattante héroïne de la Révolution française, officier et poète. Sa sœur aînée, Marie-Félicité-Louise Fernig (née à Château-l'Abbaye le 17 mai 1770 et morte à Bruxelles le 4 août 1841), est également combattante.

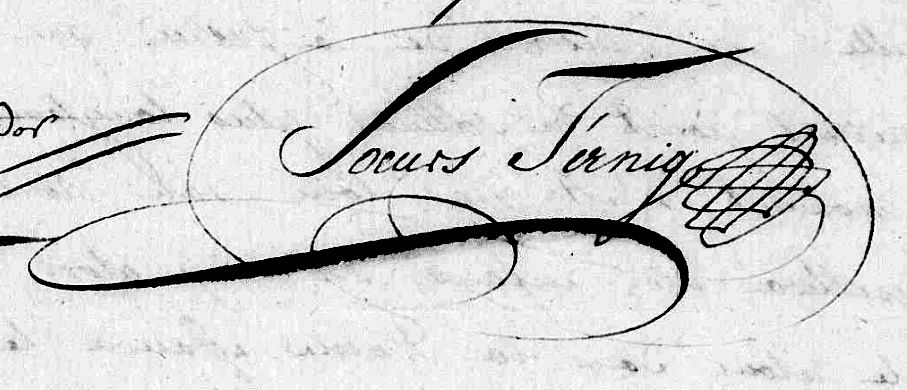
Signature des soeurs Fernig (1800)

Elles étaient âgées l'une de 22 ans et l’autre de 17 ans lorsqu'elles se placèrent en 1792 dans les rangs de la garde nationale de Mortagne, et se battirent contre les Autrichiens. Instruite par Beurnonville, la Convention leur envoya deux chevaux richement caparaçonnés.
D'une grande beauté, ces deux sœurs s’attachèrent à la fortune de Dumouriez qui leur donna deux commissions d’officiers d’état-major et les prit pour aides de camp. Elles combattirent en cette qualité à Valmy, à Jemmapes, à Anderlecht, à Neerwinden, et firent plusieurs actions glorieuses.
Entraînées dans la fuite de Dumouriez, elles reprirent des vêtements traditionnellement féminins. Plus tard, elles vinrent à Paris demander leur radiation de la liste des émigrés, furent mal reçues et ne rentrèrent qu’en 1802.

## Famille
Elles sont les filles du capitaine commandant les guides François Louis Joseph de Fernig et de Marie-Adrienne Bassez. Elles avaient un frère, le général comte Jean Louis Joseph de Fernig
Marie Antoinette Louise Fernig, sœur aînée des deux combattantes, épousa à Amsterdam, vers 1803, Hendrich Neremburger, négociant à Amsterdam (Saint-Avold en Lorraine 1771 - 30 janvier 1837), dont une descendance.
Marie-Adrienne-Elisabeth-Josèphe-Aimée Fernig (1777-1837), sœur cadette des deux combattantes, épousa le général comte Guilleminot.
Théophile mourut sans descendance en 1818 à Bruxelles où sa sœur s’était mariée le 17 août 1798 avec le capitaine belge François Joseph Herman Van der Wallen (Bruxelles 22 mai 1774 - Bruxelles 6 juin 1829), ex percepteur des contributions à Saint-Gilles (Bruxelles).